# A.S.D. Pol. Calcio Budoni
Associazione Sportiva Dilettantistica Polisportiva Calcio Budoni là một câu lạc bộ bóng đá Italia có trụ sở tại Budoni, Sardinia.

## Lịch sử
Câu lạc bộ được thành lập vào năm 1973.
Trong mùa giải 2002-13, đội chơi ở Serie D năm thứ 5 liên tiếp.

## Màu sắc và huy hiệu
Màu sắc của đội là trắng và xanh nhạt.